# Heusden
Heusden ( udtale ?) er en kommune og en by i den sydlige provins Noord-Brabant i Nederlandene. 
- Wikimedia Commons har flere filer relateret til Heusden

51°41′59″N 5°09′58″Ø / 51.69975°N 5.16598°Ø